# 谷保天満宮
谷保天満宮（やぼてんまんぐう）は、東京都国立市にある神社。甲州街道沿いにある。社伝によると、903年（延喜3年）に菅原道真の三男・道武が、父を祀る廟を建てたことに始まるという。旧社格は府社。式内社穴沢神社の論社でもある。

## 概要
東日本最古の天満宮であり、亀戸天神社・湯島天満宮と合わせて関東三大天神と呼ばれる。
南武鉄道（現：JR南武線）が谷保駅の駅名を「やほ」としたため、地名の「谷保」までも「やほ」と言うようになってしまったが、本来の読み方は「やぼ」である。
江戸時代の著名な狂歌師の大田蜀山人（南畝）が、「神ならば 出雲の国に行くべきに 目白で開帳 やぼのてんじん」と詠み、ここから「野暮天」または「野暮」の語を生じたと逸話に伝えるが、後世の付会と考えられている。
1908年（明治41年）8月1日、有栖川宮威仁親王の運転する「ダラック号」（Darracq ）を先頭に、国産ガソリン自動車「タクリー号」3台など11台が隊列を組み、日本初のドライブツアーであるとされる、甲州街道を立川までの遠乗会（当時の新聞では「自動車遠征隊」と呼ばれた）が行われた。谷保天満宮の梅林で昼食会が催され、いまも記念碑が残されている。

## 由緒
『天満宮略縁記』（谷保天満宮蔵）によると、903年（延喜3年）2月に菅原道真が薨去したとき、子息の道武は自ら像を刻み、廟を建てて祀ったのが谷保天満宮の創建だとされる。921年（延喜21年）11月に道武が薨去すると、道武も相殿に合祀されたという。

## 祭神
- 主祭神：菅原道真
- 配祀神：菅原道武
- 配祀神：石土毘古神・天之日鷲命・倉稲魂命

『天満宮略縁記』によると菅原道武は道真の子息であるとしているのだが、道真の子息に道武というものは実在しないという。

## 祭事
- 1月1日に、歳旦祭（さいたんさい）が行われる。
- 初天神の1月25日とそれに近い日曜日、筆供養が行われる。
- 例祭は9月25日で、最も近い土日に万燈行列、花万灯、古式獅子舞が催される。また、100年に一度、大祭が行われ盛大な神事となる。
- 11月3日に、鷽替え神事や庭燎祭（ていりょうさい）が行われる。
- 11月の一の酉には、大鷲祭が行われる。
- 11月23日には、新嘗祭（にいなめさい）が行われる。
- 12月の第一日曜日には、交通安全発祥の地であることにちなみ、境内にクラシックカーが集まり旧車祭が行われる。

## 境内
多摩川の河岸段丘（立川崖線）に沿って造られている。甲州街道から石段を下って境内に入っていくという「下り宮」であり、天満宮としては珍しい構造となっている。
そもそもの甲州街道は天満宮の南側を通り本殿より下に位置していたが、多摩川の流路がたびたび変わり渡し場が変遷していった結果、江戸中期以降は、ほぼ現在と同様に境内の北側に街道が敷かれたとされる。
学問の神・菅原道真を祀っており、またその歴史の長さから受験生やその親達がこぞって訪れ、受験シーズンには境内に合格祈願の絵馬が多数掛けられる。特に初詣の時は行列が見られるほど混雑するようになり、参詣者数は年々増加傾向にある。
甲州街道側にある梅林は梅の名所としても知られ、毎年3月には梅まつりが開催される。

## 境内社
三社合殿（稲荷合殿）
表参道の鳥居をくぐり西側、手水舎の向い側に鎮座。
- 稲荷神社（稲荷社）
- 蒼守稲荷神社（蒼守社）
- 淡島神社（淡島社）

第六天神社（第六天社）
表参道入口すぐ、参集殿・駐車場の東に鎮座。
下谷保古墳群の西端に位置する。古墳の頭頂部に祠が建てられている。学術的な調査が行われていないため、『東京都遺跡地図』には未記載。
[祭神] 面足命（おもたるのみこと）
[祭神] 煌根命（かしこねのみこと）
弁天社（厳島社）
梅林に鎮座。手前の窪みは元は池であったという。
五社合殿
本殿裏に鎮座。
- 天照皇大神宮
- 熊野神社
- 日吉神社
- 妙義神社
- 稲荷神社

三郎殿
五社合殿の隣に鎮座。菅原道武公を祀る。
厳島神社
本殿裏の弁天池に鎮座。元は石神地区に鎮座していたが、明治時代に現在地に遷座。
弁天池は「常盤の清水」といい、東京の名湧水57選の1つ。周囲はあじさい園となっている。

### 境外社
日新稲荷神社
鎮座地：東京都府中市日新町2-36
谷保天満宮が最初に祀られた場所とされ、「谷保天満宮発祥之地」の碑がある。

## 文化財

### 重要文化財（国指定）
木造扁額（額文「天満宮」）
檜材の扁額で、鎌倉時代中期の建治元年（1275年）作。サイズは縦68.2cm、横50.0cm。裏面に「建治元年乙亥六月廿六日乙丑書之 正三位藤原朝臣経朝」の銘がある。昭和16年（1941年）11月6日指定。銘にあるように、当時を代表する書家であった世尊寺流9代の世尊寺経朝の書である。
木造獅子狛犬
針葉樹材の寄木造で鎌倉時代の作。阿吽一対で本殿に安置されていたが、現在は宝物館に収蔵されている。平成15年（2003年）5月29日指定。

## 交通

### 電車・バス
- JR南武線 谷保駅から徒歩5分。
  - JRバス関東/西日本JRバス （夜行高速バス）「谷保駅停留所」
- JR中央線 国立駅から京王バス中央 谷保経由府中駅行、京王電鉄バス 聖蹟桜ヶ丘駅行で、「谷保天神」下車。
- 京王線 府中駅から京王バス中央 谷保経由国立駅行で、「谷保天神」下車。

### 車
- 駐車場：有り

## 画像

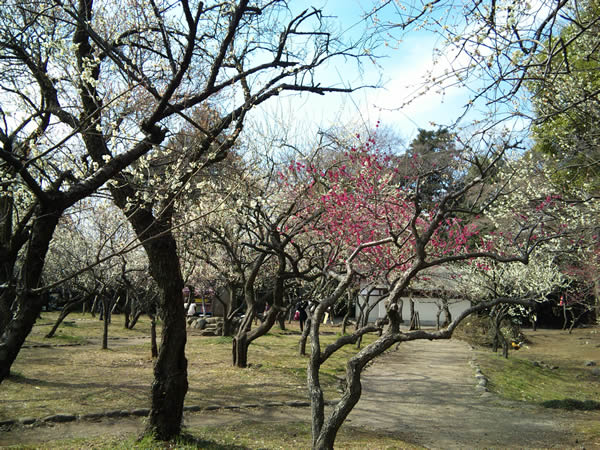
梅林
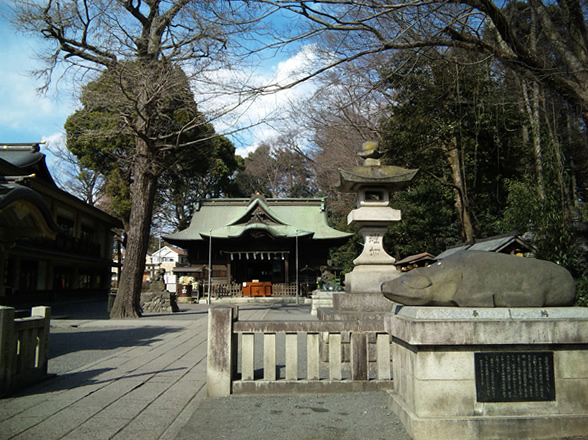
拝殿遠望